# Tầng Katy
| Hệ/ Kỷ                                  | Thống/ Thế | Bậc/ Kỳ  | Tuổi (Ma) | Tuổi (Ma) |
| --------------------------------------- | ---------- | -------- | --------- | --------- |
| Silur                                   | Llandovery | Rhuddan  | trẻ hơn   | trẻ hơn   |
| Ordovic                                 | Trên/Muộn  | Hirnant  | 443.8     | 445.2     |
| Ordovic                                 | Trên/Muộn  | Katy     | 445.2     | 453.0     |
| Ordovic                                 | Trên/Muộn  | Sandby   | 453.0     | 458.4     |
| Ordovic                                 | Giữa       | Darriwil | 458.4     | 467.3     |
| Ordovic                                 | Giữa       | Đại Bình | 467.3     | 470.0     |
| Ordovic                                 | Dưới/Sớm   | Flo      | 470.0     | 477.7     |
| Ordovic                                 | Dưới/Sớm   | Tremadoc | 477.7     | 485.4     |
| Cambri                                  | Phù Dung   | Tầng 10  | già hơn   | già hơn   |
| Phân chia Kỷ Ordovic theo ICS năm 2017. |            |          |           |           |

Trong thời địa tầng, tầng Katy (tiếng Anh: Katian) là giai đoạn giữa của thống Thượng Ordovic trong hệ Ordovic của giới Cổ sinh thuộc Liên giới Hiển sinh. Nó diễn ra trong giai đoạn từ khoảng 455,8 ± 1,6 Ma cho tới khoảng 445,6 ± 1,5 Ma. Tầng Katy diễn ra ngay sau tầng Sandby và trước tầng Hirnant cùng thống. Như thế nó là tầng thứ sáu của hệ Ordovic.
Tên gọi Katy bắt nguồn từ hồ Katy hiện nay đã khô cạn, nằm cách điểm GSSP của tầng chỉ 2 km về phía tây nam. GSSP là phẫu diện núi Black Knob, cách thị trấn Atoka thuộc quận Atoka, Oklahoma, Hoa Kỳ khoảng 5 km về phía bắc và tại tọa độ 34°25′49,74″B 96°4′28,38″T / 34,41667°B 96,06667°T, được phê chuẩn năm 2006.

## Định nghĩa
Đáy của tầng Katy được định nghĩa tại mức 4 m trên đáy của thành hệ đá phiến Bigfork, ở nơi có mốc xuất hiện đầu tiên của loài bút thạch Diplacanthograptus caudatus. Mốc xuất hiện đầu tiên của D. caudatus xảy ra rất gần với sự xuất hiện lần đầu tiên của D. lanceolatus, Corynoides americanus, Orthograptus pageanus, O. quadrimucronatus, D. hians và Neurograptus margaritatus.

## Vị trí
Phẫu diện GSSP nằm tại sườn tây của núi Black Knob, khoảng 5 km về phía bắc thị trấn Atoka, quận Atoka, bang Oklahoma, Hoa Kỳ (SW 1/4, Section 31, T. 1S, R. 12E) tại tọa độ 34°25'49,74" vĩ bắc và 96° 4'28,38" kinh tây.

## Trầm tích học
Phẫu diện núi Black Knob bao gồm khoảng 50 m đá phiến màu đen, giàu bút thạch, bị che phủ bên trên là 145 m đá phiến silic Bigfork, tiếp theo là đá phiến lạch Polk. Đá phiến silic Bigfork bao gồm đá phiến silic dạng mấu nhỏ và tạo lớp, xen kẽ với đá phiến đen và đá vôi silic. GSSP nằm tại mốc 4,0 m trên đáy của đá phiến silic Bigfork.

## Mốc dấu

### Sơ cấp
Mốc xuất hiện đầu tiên của loài bút thạch Diplacanthograptus caudatus 4,0 m trên đáy của đá phiến silic Bigfork.

### Thứ cấp
Bút thạch: Xuất hiện đầu tiên của D. lanceolatus, Corynoides americanus, Orthograptus pageanus, Orthograptus quadrimucronatus, Dicranograptus hians và Neurograptus margaritatus xảy ra rất gần với mốc xuất hiện đầu tiên của Diplacanthograptus caudatus.
Răng nón: GSSP nằm tại phần trên nhất của đới răng nón Amorphognathus tvaerensis.